# Козариця (Млєт)
42°46′ пн. ш. 17°28′ сх. д. / 42.77° пн. ш. 17.46° сх. д.
Козариця (хорв. Kozarica) — населений пункт у Хорватії, у Дубровницько-Неретванській жупанії у складі громади Млєт.

## Населення
Населення за даними перепису 2011 року становило 28 осіб.
Динаміка чисельності населення поселення: